# Ciudad Deportiva de El Viso
La Ciudad Deportiva El Viso fue un complejo deportivo perteneciente al Málaga Club de Fútbol y lugar de entrenamiento del Atlético Malagueño (filial malaguista que militaba en Tercera División), como del Club Atlético Málaga (equipo femenino que militaba en la Superliga) y las demás categorías del Málaga Club de Fútbol. Se encontraba ubicado en el distrito Teatinos-Universidad de la ciudad española de Málaga.

## Breve historia
Tenía un campo de césped y tres de tierra, de los cuales, dos de ellos eran de fútbol-7. El Atlético Malagueño utilizaba el único campo de césped, con capacidad para 1.300 espectadores, todos en pie, que fue inaugurado en 1990. El filial malaguista había pasado por distintas instalaciones -como el Estadio La Rosaleda en su etapa en Segunda División- ya que el Complejo Deportivo El Viso no era apto para la Liga de Fútbol Profesional; así como el polideportivo municipal de Arroyo de la Miel cuando descendió a Segunda División B, el mismo campo de El Viso o las instalaciones de la ciudad deportiva de la Federación Malagueña de Fútbol.
Se especuló con la posibilidad de que los terrenos de la Ciudad Deportiva El Viso pasarían directamente a manos de la Universidad de Málaga una vez que el Málaga C.F. construyese sus dos nuevas ciudades deportivas: la principal, de 110.000 m², en el municipio de Colmenar y la secundaria, de 44.000 m² en la zona de San Julián de la capital (Ciudad Deportiva de San Julián). Dicho proyecto fue desestimado.

### Clausura y venta
Los terrenos de la Ciudad Deportiva El Viso fueron vendidos por el Málaga CF por 4,5 millones de euros en julio de 2015, a un propietario privado que tenía la intención de permutarlos con la Universidad de Málaga por otros terrenos en una zona urbanizable.